# Jaderná elektrárna Ågesta
Jaderná elektrárna Ågesta byla jaderná elektrárna a jaderná teplárna jižně od Stockholmu ve Švédsku. Díky reaktoru I. generace o výkonu 80 MWt plnila v období 1964 - 1974 jak energetickou, tak i teplárenskou funkci, kdy zásobovala předměstí Stockohlmu. Jednalo se o první reaktor použitý pro společnou výrobu elektřiny a tepla.

## Historie a technické informace
Jaderná elektrárna Ågesta měla jeden tlakovodní reaktor (Agesta R3) využívající přírodní uran a chlazený těžkou vodou. Štěpná reakce byla moderována taktéž těžkou vodou.
Provozovatel: Vattenfall AB → Barsebäck Kraft AB
Dodavatel: Allmänna Svenska Elektriska Aktiebolaget (ASEA)

## Informace o reaktorech
| Reaktor | Typ reaktoru              | Výkon [MW] | Výkon [MW]  | Výkon [MW] | Zahájení stavby  | Uvedení do provozu | Připojení k síti | Provoz         | Uzavření       |
| Reaktor | Typ reaktoru              | Tepelný    | Instalovaný | Čistý      | Zahájení stavby  | Uvedení do provozu | Připojení k síti | Provoz         | Uzavření       |
| ------- | ------------------------- | ---------- | ----------- | ---------- | ---------------- | ------------------ | ---------------- | -------------- | -------------- |
| Ågesta  | tlakovodní reaktor (PHWR) | 80         | 12          | 10         | 1. prosince 1957 | 17. července 1963  | 1. března 1964   | 1. března 1964 | 2. června 1974 |

## Incidenty
- 1. března 1969 došlo z důvodu chybné manipulace s ventily při přepínání mezi dvěma pumpami k prasklině jednoho ventilu a velkému úniku chladicí vody. Proud vody způsobil zastavení turbíny. Z důvodu způsobeného zkratu na elektrickém vedení se zaplavení prostor neukázalo na konrolních panelech, přestože byl zaznamenán zkrat. Dále, díky odtokovému systému, se voda dostala i do řízení nouzového chladicího systému. Nehoda vyústila v zaplavení prostor, elektrické zkraty vybavení a odstavení reaktoru. K zprovoznění došlo až po vysušení a odstranění možnosti nových zkratů.[6]